# Inostemma californicum
Inostemma californicum är en stekelart som beskrevs av William Harris Ashmead 1893. Inostemma californicum ingår i släktet Inostemma och familjen gallmyggesteklar. Inga underarter finns listade i Catalogue of Life.